# Mistrovství světa v atletice do 17 let 2003
3. mistrovství světa v atletice do 17 let se uskutečnilo ve dnech 9. července – 13. července 2003 v kanadském městě Sherbrooke.

## Výsledky

### Muži
| Soutěž                   | Zlato                                                  | Výsledek  | Stříbro                                                | Výsledek  | Bronz                                                   | Výsledek  |
| 100 m                    | Yahya Al-Gahes                                         | 10,69     | Yahya Hassan I. Habeeb                                 | 10,73     | Craig Pickering                                         | 10,85     |
| 200 m                    | Usain Bolt                                             | 20,40     | Michael Grant                                          | 21,04     | Jamahl Alert                                            | 21,35     |
| 400 m                    | Ali Nagmeldin Abubakr                                  | 46,10     | Cedric Goodman                                         | 46,42     | Željko Vincek                                           | 47,45     |
| 800 m                    | Mohammed Al-Salhi                                      | 1:48,79   | Bernard Kiptanui                                       | 1:49,14   | Abraham Kipngetich                                      | 1:49,17   |
| 1500 m                   | Benson Marrianyi                                       | 3:44,94   | Samson Kiplangat                                       | 3:45,13   | Isaac Mboyaza                                           | 3:48,05   |
| 3000 m                   | Augustine Choge                                        | 7:52,53   | Tariku Bekele                                          | 7:54,71   | Shimelis Girma                                          | 7:55,12   |
| 2000 m překážek          | Ronald Kipchumba                                       | 5:30,27   | Justus Kipchirchir                                     | 5:31,24   | Chris Winter                                            | 5:44,23   |
| 110 m překážek (91,4 cm) | Jason Richardson                                       | 13,29     | Mubarak Al-Mabadi                                      | 13,41     | Alexander John                                          | 13,50     |
| 400 m překážek (84,0 cm) | Jason Richardson                                       | 49,91     | Wouter le Roux                                         | 50,85     | Jamaal Charles                                          | 51,48     |
| Chůze na 10 000 m        | Alexandr Prochorov                                     | 42:16,16  | Makoto Sawada                                          | 42:17,62  | Vjačeslav Golovin                                       | 42:37,15  |
| Štafeta švédská          | Jay Cooper Michael Grant Jamaal Charles Cedric Goodman | 1:52,03   | Dariusz Kuć Kamil Witkowski Rafał Błocian Ziemowit Ryś | 1:53,08   | Shinya Saburi Kenji Fujimitsu Naohiro Shinada Go Tanabe | 1:53,11   |
| Skok do výšky            | Martin Gunther                                         | 2,11      | Oleksandr Nartov                                       | 2,11      | Hikaru Tsuchiya                                         | 2,11      |
| Skok o tyči              | Germán Chiaraviglio                                    | 5,15      | Dmitrij Starodubcev                                    | 5,10      | Steven Lewis                                            | 5,05      |
| Skok daleký              | Naohiro Shinada                                        | 7,61      | Yves Renaux                                            | 7,44      | Ahmed Al-Sharfa                                         | 7,15      |
| Trojskok                 | Dennis Fernández                                       | 15,77     | Mousa Abdou Alkam Qarqaran                             | 15,60     | Mohamed Abbas Darwish                                   | 15,55     |
| Vrh koulí (5 kg)         | Feng Liu                                               | 21,45     | Kyle Helf                                              | 20,79     | Ameen Al-Aradi                                          | 19,69     |
| Hod diskem (1,5 kg)      | Ronnie Buckley                                         | 64,34     | Jian Wu                                                | 63,18     | Yao-Hui Wang                                            | 60,00     |
| Hod kladivem (5 kg)      | Michail Levin                                          | 76,41     | Kristóf Németh                                         | 75,59     | Sándor Pálhegyi                                         | 75,47     |
| Hod oštěpem (700 g)      | Julio Cesar de Oliveira                                | 81,16     | John Robert Oosthuizen                                 | 81,07     | Raldu Potgieter                                         | 75,56     |
| Osmiboj                  | Andres Silva                                           | 6456 bodů | Andrej Kravčenko                                       | 6366 bodů | Lukáš Patera                                            | 6316 bodů |

### Ženy
| Soutěž                   | Zlato                                                                | Výsledek  | Stříbro                                                              | Výsledek  | Bronz                                                                            | Výsledek  |
| 100 m                    | Jessica Onyepunuka                                                   | 11,31     | Krystin Lacy                                                         | 11,50     | Kelly-Ann Baptiste                                                               | 11,58     |
| 200 m                    | Anneisha McLaughlin                                                  | 23,26     | Courtney Champion                                                    | 23,56     | Cleo Tyson                                                                       | 23,67     |
| 400 m                    | Natasha Hastings                                                     | 53,41     | Antonina Krivošapková                                                | 53,54     | Jaimee-Lee Hoebergen                                                             | 53,78     |
| 800 m                    | Marija Šapajevová                                                    | 2:03,40   | Olga Cristea                                                         | 2:04,30   | Larisa Arcip                                                                     | 2:04,31   |
| 1500 m                   | Alem Techale                                                         | 4:17,41   | Jelena Ština                                                         | 4:17,43   | Joyce Jepkosgei Musungu                                                          | 4:17,65   |
| 3000 m                   | Siham Hilali                                                         | 9:12,70   | Pasalia Kipkoech                                                     | 9:13,77   | Yuko Nohara                                                                      | 9:14,82   |
| 100 m překážek (76,2 cm) | Sally McLellanová                                                    | 13,42     | LaToya Greaves                                                       | 13,49     | Domenique Manning                                                                | 13,60     |
| 400 m překážek           | Zuzana Hejnová                                                       | 57,54     | Jekatěrina Kostěcká                                                  | 58,37     | Mackenzie Hill                                                                   | 59,15     |
| Chůze na 5 km            | Věra Sokolovová                                                      | 22:50,23  | Ann Loughnane                                                        | 23:37,00  | Noriko Nishide                                                                   | 23:50,69  |
| Štafeta švédská          | Jessica Onyepunuka Alexandria Anderson Krystin Lacy Natasha Hastings | 2:03,87   | Samantha Henry Sherline Duncan Sonita Sutherland Anneisha McLaughlin | 2:07,05   | Jelena Kremňovová Jelena Chvaščevská Anastasija Šuvalovová Antonina Krivošapková | 2:07,52   |
| Skok do výšky            | Iryna Kovalenková                                                    | 1,92      | Annett Engel                                                         | 1,86      | Světlana Školinová                                                               | 1,86      |
| Skok o tyči              | Lisa Ryzihová                                                        | 4,05      | Swiatłana Makarewicz                                                 | 4,00      | Charmaine Lucock                                                                 | 4,00      |
| Skok daleký              | Cristine Spataru                                                     | 6,41      | Denisa Ščerbová                                                      | 6,40      | Hanna Demydovová                                                                 | 6,15      |
| Trojskok                 | Cristine Spataru                                                     | 13,86     | Elina Sorsa                                                          | 12,95     | Aliki-Yvoni Askitopoulou                                                         | 12,93     |
| Vrh koulí                | Limin Jiang                                                          | 15,60     | Magdalena Sobieszek                                                  | 15,42     | Marli Knoetze                                                                    | 15,10     |
| Hod diskem               | Lisandra Rodríguez                                                   | 48,56     | Julie Bennell                                                        | 48,32     | Kristina Gehrig                                                                  | 48,31     |
| Hod kladivem             | Valentina Srša                                                       | 61,18     | Marija Bespalovová                                                   | 57,81     | Johanna Hoppe                                                                    | 56,46     |
| Hod oštěpem              | Xue Juan                                                             | 56,82     | Bo-Ra Shin                                                           | 53,74     | Vivian Zimmer                                                                    | 52,20     |
| Sedmiboj                 | Marisa De Aniceto                                                    | 5458 bodů | Sarah Kern                                                           | 5445 bodů | Marina Poňarovová                                                                | 5338 bodů |